# 尭恕法親王
堯恕法親王（ぎょうじょ ほっしんのう、寛永17年10月16日（1640年11月29日） - 元禄8年4月16日（1695年5月28日））は、江戸時代前期の皇族・僧。後水尾天皇の第十皇子。母は園基音の娘・新広義門院園国子。天台宗延暦寺別院妙法院の門跡。幼名は照宮。諱は完敏（さだとし）。字は体素。号は逸堂。

## 来歴
正保4年（1647年）12月尭然法親王の資として妙法院に入室。慶安3年（1650年）2月親王宣下を受け、8月得度して妙法院門跡を相続した。
寛文3年（1663年）一身阿闍梨・護持僧となり、10月天台座主に補任。同5年（1665年）7月二品に叙された。延宝4年（1676年）2月天台座主に還任したが、わずか半年ほどで辞任。同7年（1679年）11月三たび天台座主に補任される。
元禄4年（1691年）11月寺内に隠居所の鉄龍庵を建てて移り住んだ。同6年（1693年）6月座主職を甥の公弁法親王に譲り、8月隠居の勅許を得て、以後獅子吼院と号した。同8年（1695年）4月16日に隔噎のため薨去。享年56。危篤でも普段と劣らない筆勢で遺偈を記し、自ら臨終の法事まで修めたという。同月25日法住寺に葬られた。
日記は『寛元録』『逸堂座主日記』とも称し、寛文3年から元禄8年まで32年間の自筆本が妙法院に現存する。

## 人物
天台教学の研究や経典の講習に専念し、『僧伝排韻』『五部大乗経捷径録』など編著は多い。詩歌や連歌、書道・絵画・挿花などへの造詣も深く、漢詩集として『逸堂集』が残る。特に絵画では狩野探幽から手ほどきを受け、後水尾法皇の寿像を多く手掛けたことで知られる。法皇からの注文を取り次いだ鳳林承章の日記によれば、顔の部分を尭恕法親王が描き、それ以外の袈裟や畳・御茵（敷物）などを探幽が描いたという。
貞享4年（1687年）の東山天皇の再興大嘗祭を、あまりにも簡略化されすぎており「神を欺くもの」だとして批判している。